# Флатри мак Домнайлл
Флатри мак Домнайлл (Флайтри мак Домнайлл; др.‑ирл. Flathrí mac Domnaill, Flaithrí mac Domnaill; умер в 779) — король Коннахта (773—777) из рода Уи Бриуйн.

## Биография
Флатри был сыном правителя Коннахта Домналла мак Келлайга, умершего в 728 году. Согласно средневековым генеалогиям, он принадлежал к Уи Бриуйн Ай, одной из ветвей рода Уи Бриуйн. Септ, выходцем из которого был Флатри, назывался в честь его деда Сил Келлайг. Земли Уи Бриуйн Ай находились на равнине Маг Ай, располагаясь вокруг древнеирландского комплекса Круахан.
Флатри мак Домнайлл получил власть над Коннахтом в 773 году, после смерти короля Донн Котайда мак Катайла из рода Уи Фиахрах. Выходцы из Уи Фиахрах в V—VII веках неоднократно занимали престол Коннахта, однако Донн Котайд стал последним представителем этого рода, владевшим властью над королевством. С этого времени только члены различных ветвей рода Уи Бриуйн становились правителями всего Коннахта.
О правлении Флатри мак Домнайлла известно не очень много. Об обстоятельствах его прихода к власти исторические источники никаких подробностей не сообщают. По свидетельству ирландских анналов, в 775 году войско Уи Бриуйн разбило войско малого королевства Уи Мане в сражении при Ахад Лиаке (около современного Киллерорана). Сразу же после этого в Коннахте был провозглашён разработанный в Клонмакнойсе «закон Киарана», предусматривавший введение системы штрафов за различные преступления.
В 777 году Флатри мак Домнайлл отрёкся от коннахтского престола. Новым правителем королевства стал его дальний родственник Артгал мак Катайл. В анналах смерть Флатри датирована 779 годом.